# 椰子红环腐线虫
椰子红环腐线虫（学名：Bursaphelenchus cocophilus），又名椰子细桿滑刃线虫，是椰树和油棕的一種常見的寄生虫，屬於迁移型内寄生线虫。這種寄生蟲會令其所寄生的樹有椰子紅輪病。

## 型態特徵
成虫体细长，长约1毫米，雌虫尾部近圆锥形，末端圆；雄虫尾部似鸟爪，向腹面弯曲。
這種線蟲的顯著特徵是從J2到成熟的發育良好的元細胞，成年人的短探針11-15μm，成年人的長度通常為1mm。 女性的外陰位於距離身體三分二之處，有一個陰部皮瓣。 女性有一個長的後期子宮囊和一個圓形的尾巴。 男性在尾部區域有七個乳頭，不同的針狀體，以及形狀像鏟子的囊。
这种线虫的显着特征是从 J2 到成虫发育良好的后体，成虫有 11-15 微米的短管心针，成虫通常长 1 毫米。女性的外阴位于体长的三分之二处，并有外阴瓣。雌性有一个长的子宫后囊和一个圆形的尾巴。雄性尾部有七个乳突，有明显的针状体，滑囊呈铲形。

## 分佈與棲息地
分佈於中南美洲，也見於部分加勒比地区的島嶼。

## 生命週期
紅環線蟲遵循典型的植物寄生生命週期，在成為成蟲之前具有四次蛻皮。 整個生命週期持續大約十天。 生存階段是J3。 [4]這種線蟲的傳播取決於它與其媒介的關係。
The red ring nematode follows a typical plant parasitic life cycle, having 4 molts before becoming an adult. The whole life cycle lasts approximately ten days. The survival stage is the J3。 The dissemination of this nematode depends on its relationship with its vector.

### Insect vector relationship
The vector, Rhynchophorus palmarum (the South American palm weevil), carries the J3 stage to healthy palms. Female weevils are internally infested around the oviducts, when they lay their eggs in the palm they also disseminate the nematode.

## 宿主-寄生虫关系
这种线虫产生的症状是萎黄病从最老的叶子开始，在树干上有明显的红色/棕色环。

## 經濟影響
這種線蟲在經濟上可造成高達80%的損失，然而，椰樹和油棕的損失一般在10-15%之間。受感染的椰樹一般都有四年到七年大，但受感染後其經濟價值立即消失。

## 管理
管理这种疾病的侦察是最重要的方面；早期发现受感染的树木可能会拯救种植园。如果发现受感染的树木，必须将其移走，用除草剂处理并砍伐。留下树桩会导致病媒繁殖并传播线虫。捕获载体是另一种策略，将疾病发病率从 10% 降低到 1%。

## 外部連結
- 維基物種上的相關：椰子红环腐线虫
- http://entomology.ifas.ufl.edu/creatures/nematode/red_ring_nematode.htm （页面存档备份，存于）
- Pine wilt disease. American Phytopathological Society.
- Forest living things 00154 Pine wilt nematode  (Japanese)
- Forest living things 00155 Monochamus alternatus （页面存档备份，存于） (Japanese)
- Forest living things 00253 Monochamus satuluarius （页面存档备份，存于） (Japanese)
- Forest living things 00264 Trogossita japonica （页面存档备份，存于） prey beetle, hope to decrease sawyers
- Forest living things 00284 Dastarcus helophoroides （页面存档备份，存于） Parasitoid beetle, hope to decrease sawyers

Template:Palm oil